# Rondonanthus capillaceus
Rondonanthus capillaceus là một loài thực vật có hoa trong họ Eriocaulaceae. Loài này được (Klotzsch ex Körn.) Hensold & Giul. miêu tả khoa học đầu tiên năm 1991.